# Paralastor cruentatus
Paralastor cruentatus är en stekelart som beskrevs av Henri Saussure 1867. Paralastor cruentatus ingår i släktet Paralastor och familjen Eumenidae. Inga underarter finns listade i Catalogue of Life.